# Stora Grissjögölen
Stora Grissjögölen är en sjö i Motala kommun i Östergötland och ingår i Motala ströms huvudavrinningsområde.